# Mollāsālār
Mollāsālār (persiska: ملّاسالار, Malānsālār, مَلانسالار) är en ort i Iran.   Den ligger i provinsen Kurdistan, i den nordvästra delen av landet, 400 km väster om huvudstaden Teheran. Mollāsālār ligger 1 928 meter över havet och antalet invånare är 229.
Terrängen runt Mollāsālār är kuperad åt nordväst, men åt sydost är den platt. Terrängen runt Mollāsālār sluttar västerut. Runt Mollāsālār är det ganska glesbefolkat, med 38 invånare per kvadratkilometer. Närmaste större samhälle är Qaplān Tū, 5,4 km norr om Mollāsālār. Trakten runt Mollāsālār består i huvudsak av gräsmarker.